# Alessandro Borghi
Alessandro Borghi (pronunciación en italiano: /alesˈsandro ˈborɡi/; Roma, 19 de septiembre de 1986) es un actor italiano. Conocido por su papel en películas como Suburra, Suburra: Sangre en Roma o En mi propia piel (2019), película con la que ganó el premio David de Donatello al Mejor Actor en 2019. Su interpretación del joven Stefano Cucchi, víctima de la brutalidad policial, fue alabada unánimemente.

## Filmografía

### Películas
| Año  | Título                        | Papel                   | Notas |
| ---- | ----------------------------- | ----------------------- | --- |
| 2011 | Cinque                        | Emiliano                | |
| 2013 | Roma criminale                | Marco Lanzi             | |
| 2014 | Di tutti i colori             |                         | |
| 2015 | No seas malo                  | Vittorio                | Nominado – David de Donatello al Mejor Actor                                                                                          |
| 2015 | Suburra                       | Aureliano Adami         | Nominado – David de Donatello al Mejor Actor de reparto                                                                               |
| 2016 | Il più grande sogno           | Boccione                | Nastro d'Argento al Mejor Actor de reparto (también para Fortunata)                                                                   |
| 2016 | Ningyo                        | Hombre                  | Cortometraje |
| 2017 | Dalida                        | Luigi Tenco             | |
| 2017 | Fortunata                     | Chicano                 | Nastro d'Argento al Mejor Actor de reparto (también para Il più grande sogno) Nominado – David de Donatello al Mejor Actor de reparto |
| 2017 | Velada de Nápoles             | Andrea Galderisi / Luca | Nominado – David de Donatello al Mejor Actor                                                                                          |
| 2017 | The Place                     | Fulvio                  | |
| 2018 | En mi propia piel             | Stefano Cucchi          | Premio David de Donatello al Mejor Actor                                                                                              |
| 2019 | Rómulo & Remus: El Primer Rey | Rómulo y Remo           | |

### Televisión
| Año(s)    | Título                                    | Papel              | Notas                              |
| --------- | ----------------------------------------- | ------------------ | ---------------------------------- |
| 2006      | Distretto di polizia                      | Martino Benzi      | Episodio: "Un gesto disperso"      |
| 2007      | Io e mamma                                | Valerio Leccisi    | Miniserie de televisión            |
| 2008      | RIS Delitti Imperfetti                    | Luciano Orlandi    | Episodio: "El misterio del bosque" |
| 2009      | Don Matteo                                | Enrico Mastroianni | Episodio: "Numeros primos"         |
| 2010      | Agustín: La Decadencia del Imperio Romano | Camilo             | Miniserie de televisión            |
| 2010      | Roma criminal                             | Marcello           | Episodio 7                         |
| 2011      | Caccia al Volver a La narcotici           | Carlo              | Episodio 1                         |
| 2011      | Rex                                       | Edoardo Rovati     | Episodio: "Vendetta"               |
| 2012-2013 | L'isola                                   | Sebastiano         | 8 episodios                        |
| 2013      | Ultimo - L'occhio del falco               | Young thug         | Miniserie de televisión            |
| 2013      | Che Dio ci aiuti                          | Ricardo Manzi      | 8 episodios                        |
| 2015      | Squadra mobile                            | Giulio             | 4 episodios                        |
| 2015      | No uccidere                               | Graziano Borghi    | Episodio 3                         |
| 2017-2020 | Suburra: Sangre en Roma                   | Aureliano Adami    | 24 Episodios                       |
| 2024      | SUPERSEX                                  | Rocco Siffredi     | Miniserie NETFLIX                  |